# Kéthévane Davrichewy
Œuvres principales
- La Mer noire (2010)
- Les Séparées (2012)
- Quatre Murs (2014)
- L'Autre Joseph (2016)

Kéthévane Davrichewy est une écrivaine française née à Paris, le 5 avril 1965.

## Biographie
D'origine géorgienne,, Kéthévane Davrichewy est née et vit à Paris. Elle est romancière. 
Elle a signé de nombreux livres pour la jeunesse à L'École des Loisirs avant de publier un premier roman en 2004 aux éditions Arléa. Elle a ensuite publié ses romans aux éditions Sabine Wespieser.
La Mer Noire paru en 2010 a été traduit dans de nombreux pays et a obtenu le prix Landerneau 2010 et le prix Le Prince-Maurice du roman d'amour 2011.
Ont suivi  Les Séparées en 2012, Quatre murs en 2014 et L'autre Joseph en 2016, qui a reçu le prix des Deux Magots en 2017. 
Elle a écrit deux récits sur l'univers d'auteurs-compositeurs-interprètes : en 2018, Barbara, Notre plus belle histoire d'amour autour de Barbara, et en 2020, Un chanteur, autour de Alex Beaupain.
Son premier roman Tout ira bien a inspiré un spectacle musical mis en scène par Diastème que l'auteur a interprété avec Alex Beaupain, et Valentine Duteil au violoncelle.
En 2022 est publié son ouvrage Nous nous aimions. Selon la critique du magazine Télérama : « Kéthévane Davrichewy a l’art de sonder les arrière-pensées silencieuses, celles qui nourrissent des rêves de liberté, mais aussi celles qui préservent l’ultime dignité face aux humiliations, comme dans son magnifique chapitre d’ouverture où deux fillettes en transit à l’aéroport de Moscou subissent le sadisme de douanières envieuses de leur exil en France. Ces deux enfants vont grandir, par à-coups, par accrocs, tout en maintenant un semblant de fluidité ».
Kéthévane Davrichewy est aussi journaliste, et collabore également à l'écriture de scénarios. Elle joue un petit rôle, crédité au générique, dans le long-métrage La Belle Personne de Christophe Honoré, sorti en 2005.

## Œuvres

### Romans
- Tout ira bien, Paris, Éditions Arléa, coll. « 1er Mille », 2004, 94 p.  (ISBN 978-2-86959-670-2)
- La Mer noire[4], Paris, éd. Sabine Wespieser, 2010, 214 p.  (ISBN 978-2-84805-078-2) Prix « Le Prince-Maurice » du roman d'amour[6]  2011 et Prix Landerneau 2010[13]
- Les Séparées, Paris, éd. Sabine Wespieser, 2012, 181 p.  (ISBN 978-2-84805-106-2)
- Quatre murs[8], Paris, éd. Sabine Wespieser, 2014, 192 p.  (ISBN 978-2-84805-159-8)
- L'Autre Joseph[2],[9] , éd. Sabine Wespieser, 2016, 240 p.  (ISBN 978-2-84805-200-7) Prix des Deux Magots 2017[10] 
  - L'Autre Joseph, audiolivre lu par Marjorie Frantz, éditions Sixtrid, 2016  (EAN 3358950003204) - 1 CD MP3 de 5h57
- Nous nous aimions[12],  éd Sabine Wespieser, 2022, 145 p. (ISBN 9782848054575)

### Récits
- Barbara, notre plus belle histoire d'amour, Éditions Tallandier, 2017, 219 p.  (ISBN 979-10-210-2149-5) - autour de l'auteure-compositrice-interprète Barbara
- Un chanteur[11], Fayard, 2020 - autour de l'auteur-compositeur-interprète Alex Beaupain

### Littérature jeunesse
- Contes géorgiens : Natsarkékia, ill. de Olivier Matouk, Paris, Éditions l'École des Loisirs, coll. « Neuf », 1996, 151 p.  (ISBN 978-2211040990)
- Je suis fâché, ill. de Bénédicte Guettier, Paris, Éditions l'École des Loisirs, coll. « Mouche », 1997, 70 p.  (ISBN 978-2211045568)
- Un Papa en exil, ill. Catherine Rebeyrol, de Paris, Éditions l'École des Loisirs, coll. « Mouche », 1997, 71 p.  (ISBN 978-2211043892)
- Je veux des cadeaux, ill. de Bénédicte Guettier, Paris, Éditions l'École des Loisirs, coll. « Mouche », 1998, 64 p.  (ISBN 978-2211047425)
- La Glace au chocolat, Paris, Éditions l'École des Loisirs, coll. « Médium », 1998, 144 p.  (ISBN 978-2211048163)
- Le père noël est un voleur, 1998
- On ne t'attendait pas, Paris, Éditions l'École des Loisirs, coll. « Neuf », 1999, 93 p.  (ISBN 978-2211051781)
- J'ai peur du docteur, ill. de Bénédicte Guettier, Paris, Éditions l'École des Loisirs, coll. « Mouche », 1999
- Le chapeau qui dansait, ill. d'Alan Mets, Paris, Éditions l'École des Loisirs, coll. « Mouche », 2000, 38 p.  (ISBN 978-2211056472)
- Par amour, Paris, Éditions l'École des Loisirs, coll. « Médium », 2000, 87 p.  (ISBN 978-2211056519)
- Ma maison hantée, ill. de Nadja, Paris, Éditions l'École des Loisirs, coll. « Mouche », 2001, 54 p.  (ISBN 978-2211061254)
- Nom d'un chien, ill. d'Alan Mets, Paris, Éditions l'École des Loisirs, coll. « Mouche », 2001, 60 p.  (ISBN 978-2211064200)
- Imbécile heureux, ill. de Magali Bonniol, Paris, Éditions l'École des Loisirs, coll. « Mouche », 2002, 45 p.  (ISBN 978-2211068390)
- Les Grosses Lettres, ill. de Catharina Valckx, Paris, Éditions l'École des Loisirs, coll. « Mouche », 2003, 53 p.  (ISBN 978-2211070201)
- Jason et les Filles, ill. de Magali Bonniol, Paris, Éditions l'École des Loisirs, coll. « Mouche », 2004, 37 p.  (ISBN 978-2211074902)
- La Lucarne, Paris, Éditions l'École des Loisirs, coll. « Médium », 2005, 109 p.  (ISBN 978-2211061537)
- J'aurai une ferme en Afrique, ill. de Gwen Le Gac, Paris, Éditions l'École des Loisirs, coll. « Mouche », 2005, 44 p.  (ISBN 978-2211081443)
- Viens, avec Christophe Honoré, Paris, Éditions l'École des Loisirs, coll. « Neuf », 2006, 102 p.  (ISBN 978-2211083218)
- Juke-box, avec Marie Desplechin, Christophe Honoré et Nathalie Kuperman, Paris, Éditions l'École des Loisirs, coll. « Médium », 2007, 223 p.  (ISBN 978-2211086158)
- C'est moi qui commande, ill. de Soledad Bravi, Paris, Éditions l'École des Loisirs, coll. « Mouche », 2008, 36 p.  (ISBN 978-2211092913)
- Les Pieds dans le plat, Paris, Éditions l'École des Loisirs, coll. « Neuf », 2008, 86 p.  (ISBN 978-2211091794)
- Avant avant, avec Gwen Le Gac, Arles, France, Éditions Actes Sud, coll. « Actes Sud Junior », 2009, 24 p.  (ISBN 978-2742781997)
- Le Dur Métier de loup, avec Alex Cousseau, Marie Desplechin, Olivier de Solminihac et Christian Oster, ill. de Delphine Perret, Paris, Éditions l'École des Loisirs, coll. « Mouche », 2011, 53 p.  (ISBN 978-2211204682)
- Les Fées, les ours et moi, ill. de Kimiko, Paris, Éditions l'École des Loisirs, coll. « Mouche », 2012

## Prix et distinctions
- 2010 : Prix Landerneau[5] pour La Mer noire
- 2011 :  Prix « Le Prince-Maurice » du roman d'amour[6] pour La Mer Noire
- 2012 : Sélection Prix France Culture-Télérama[14] pour Les Séparées
- 2017 : Prix des Deux Magots pour L'Autre Joseph[10].